# Цеел (Туве)
Цеел (монг.: Цээл) — сомон аймаку Туве, Монголія. Територія 1,6 тис. км², населення 4,2 тис. Центр — селище Оргил розташоване на відстані 199 км від м. Зуунмод та 169 км від Улан-Батора.

## Рельєф
Гори Хуулийнхаан (1707 м), Баянхайрхан (1400 м), Давхар (1224 м) та ін. Більшу частину території займають рівнинні долини Цеел, Бурд, Аргалант.

## Корисні копалини
Золото, свинець, будівельна сировина.

## Клімат
Різкоконтинентальний клімат, середня температура січня −23С, липня +17-18С, у рік у середньому випадає 250–300 мм опадів.

## Тваринний світ
Водяться лисиці, вовки, козулі, манули, зайці, тарбагани.

## Соціальна сфера
Є школа, лікарня, сфера обслуговування, майстерні.